# 왕정방 (양궁 선수)
왕정방(중국어: 王正邦, 병음: Wáng Zhèngbāng, 한자음: 왕정방, 1987년 1월 12일~)은 중화민국의 양궁 선수이다. 2004년 하계 올림픽에서 남자 단체전 은메달을 획득했다.